# Sieciech (palatyn)
Sieciech – wojewoda krakowski, możnowładca małopolski z rodu Starżów-Toporczyków. Żył na przełomie XI / XII w. Palatyn Władysława Hermana w latach 1080–1100.
Jest kontrowersyjną postacią okresu średniowiecznej Polski. Sieciech jest drugim (po Masławie) udokumentowanym możnym, spoza kręgów dynastycznych, który swoimi działaniami dążył do jawnego przejęcia władzy w Polsce.

## Historia
Nosił rodzime imię Sieciech.

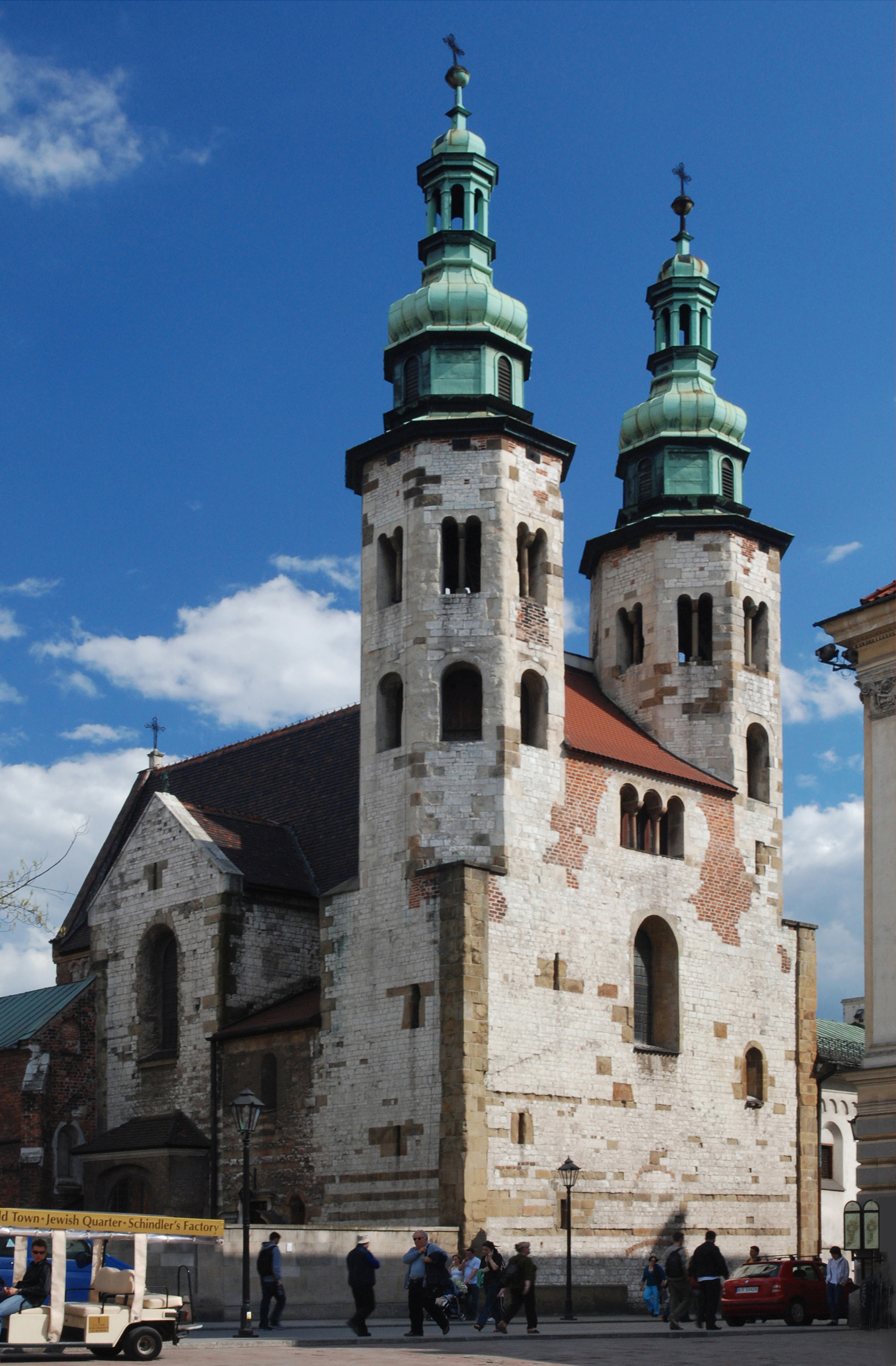
Ufundowany przez palatyna Sieciecha kościół św. Andrzeja w Krakowie.

Prawdopodobnie przyczynił się do wygnania w 1079 roku króla Bolesława Śmiałego (po wydaniu przezeń wyroku skazującego biskupa Szczepana na obcięcie członków), zwiększając swoje wpływy na dworze książęcym Władysława Hermana. W latach 1080–1100 piastował funkcję palatyna. Palatyn miał pod sobą dwór i osobę księcia, pod nieobecność władcy sprawował najwyższe funkcje wojskowe i państwowe. W ambicjach osiągnięcia godności książęcej pomagała mu Judyta Maria, żona Hermana. Prawdopodobnie była kochanką Sieciecha. Do najwyższych godności państwowych wynosił także swoich popleczników.
Faktycznie palatyn rządził Księstwem; bił własną monetę; był pierwszym opiekunem Bolesława Krzywoustego. Władysław popadł w zależność od swojego stronnika, któremu być może zawdzięczał wyniesienie na tron. W działalności Sieciecha niemałą rolę odgrywały takie cechy jak – ambicja, żądza władzy i chęć wzbogacenia się. Dla osiągnięcia swych celów palatyn potrafił użyć gwałtownych środków, mających dać mu możliwość długotrwałej władzy w kraju.
W 1090 Sieciech, z pomocą dowodzonego przez siebie rycerstwa opanował i przyłączył Pomorze Gdańskie. Zainspirowana przez niego ekspansja doprowadziła do krótkotrwałego opanowania Nakła, Czarnkowa, Wyszogródu i Świecia. W ważniejszych grodach umieścił polskie załogi. Pozostałe spalono. W kilka miesięcy później doszło do buntu miejscowych elit, co doprowadziło do przywrócenia suwerenności ziem wschodniopomorskich.
W pierwszej połowie lat 90. XI w. nastąpiły represje Sieciecha wobec możnych, tj. sprzedawanie w niewolę, usuwanie z urzędów, wyroki, wygnania. Na skutek działań palatyna nastąpiła masowa emigracja polityczna z ziem polskich do Czech. W reakcji na agresywne działania Sieciecha śląscy możni (opozycjoniści) porwali i sprowadzili w 1093 do ojczyzny Zbigniewa, pierworodnego syna Władysława Hermana. Pomocy w sprowadzeniu Zbigniewa do Księstwa udzielił Brzetysław II, książę Czech. Młody książę wraz z emigrantami politycznymi przybył do Wrocławia, gdzie początkowo był pod silnym wpływem opozycyjnej arystokracji. Schronienia pierworodnemu udzielił komes wrocławski Magnus. Herman uznał to za spisek śląskich możnych. Wyruszył na Wrocław wraz z posiłkami węgierskimi. Podczas nieudanej interwencji Hermana i po nielojalnych działaniach Węgrów, którzy uprowadzili Sieciecha i Bolesława Krzywoustego, książę polski został zmuszony do uznania pierworodnego syna za swego prawowitego następcę.
Wydany w 1093 akt legitymizacji przyznawał starszemu synowi prawa pochodzenia i dziedziczenia tronu. Po ucieczce Sieciecha i Bolesława z niewoli, na polecenie palatyna zorganizowano wyprawę na Śląsk i Kujawy celem unieważnienia aktu legitymizacji. Po przegranej bitwie nad Gopłem w 1096 Zbigniew został uwięziony, a następnie – na skutek interwencji biskupów w maju 1097 lub 1099 – uwolniony. Przywrócono mu także utracone prawa.
Po odkryciu rzeczywistych zamiarów Sieciecha i Judyty Marii – Zbigniew nawiązał porozumienie z nastoletnim Bolesławem. Obaj bracia stanowczo zażądali przekazania im rządów. Herman zgodził się na podział swoich domen na dzielnice. Bolesław otrzymał Małopolskę, Śląsk, ziemię lubuską z zachodnim skrawkiem Wielkopolski sięgającym po granicę pomorską. Zbigniew natomiast otrzymał Wielkopolskę (włącznie z Gnieznem), Kujawy, ziemię łęczycką, sieradzką oraz Mazowsze (z Płockiem). Mazowsze wraz z siedzibą w Płocku zostało jednak pod kontrolą Hermana, podobnie jak ważniejsze grody w dzielnicy Bolesława, tj. Wrocław, Kraków i Sandomierz.
Podział państwa i dopuszczenie synów Hermana do współrządów zaniepokoiło Sieciecha. Palatyn rozpoczął przygotowania do rozprawy z braćmi. Wiedział, że podział kraju na dzielnice może osłabić jego pozycję. Nadal obsadzał stanowiska swoimi ludźmi w dzielnicach juniorów, co przy zarządzaniu centralnej administracji powodowało iluzoryczność podziału Księstwa.
Bolesław i Zbigniew na wieść o zbliżającym się konflikcie postanowili zawiązać opozycyjną koalicję. Doszło do tego na wiecu zorganizowanym we Wrocławiu z inicjatywy możnowładcy polskiego Skarbimira. Postanowiono usunąć dotychczasowego opiekuna Bolesława, Wojsława (powinowatego Sieciecha), oraz zorganizować wyprawę przeciw palatynowi. W 1099 pod Żarnowcem nad Pilicą doszło do starcia zbuntowanej opozycji z wojskami Hermana i Sieciecha. Buntownicy wygrali bitwę, a książę Władysław wyraził zgodę na trwałe usunięcie Sieciecha z zajmowanego stanowiska.
W kilka miesięcy później siły opozycji przeciwko palatynowi zostały skierowane w stronę Sieciechowa, gdzie ukrył się palatyn. Nieoczekiwanie Herman z niewielkimi oddziałami przyszedł z pomocą obleganemu. W tej sytuacji juniorzy postanowili pozbawić Hermana władzy. Do konfliktu doszło w okolicach Płocka. Herman po przegranej bitwie zobowiązał się do wygnania Sieciecha z kraju. Na przełomie 1100/1101 palatyn opuścił Polskę, udając się na ziemie niemieckie. Do kraju wrócił po kilku latach, jednak w Księstwie Polskim nie odegrał już żadnej roli. Prawdopodobnie został oślepiony.

## Monety palatyna
Za sprawą palatyna Sieciecha wybito pierwsze w Polsce monety prywatne. Znane są dwa typy monet palatyna (choć dawniej wyliczano ich więcej, niesłusznie zaliczając w poczet jego działalności menniczej monety obce). Obie noszą w polu awersu znak wojewody i legendę otokową ZETECH (Sieciech), która jest zapewne drugim najstarszym zabytkiem piśmiennictwa polskiego (a pierwszym imieniem oddanym po polsku). Monety te były prawdopodobnie wybijane w Sieciechowie oraz w drugiej mennicy koło Krakowa, w okresie 1090–1100. Największy zbiór denarów Sieciecha (122 sztuki ze 150 znanych w ogóle) pochodzący z odkrytego w 1935 skarbu ze Słuszkowa znajduje się w Muzeum Okręgowym Ziemi Kaliskiej w Kaliszu.

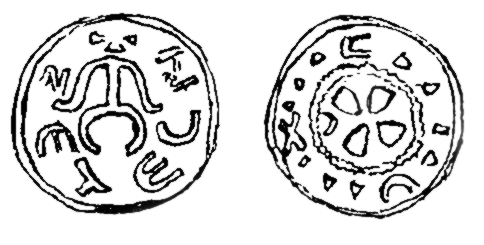
Denar Sieciecha z krzyżem „kawaleryjskim”.
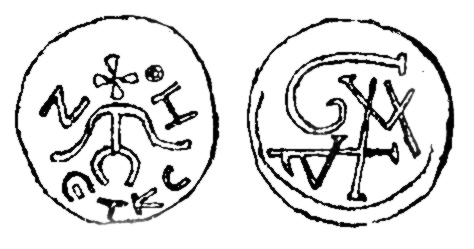
Denar Sieciecha z jego rzekomym monogramem.
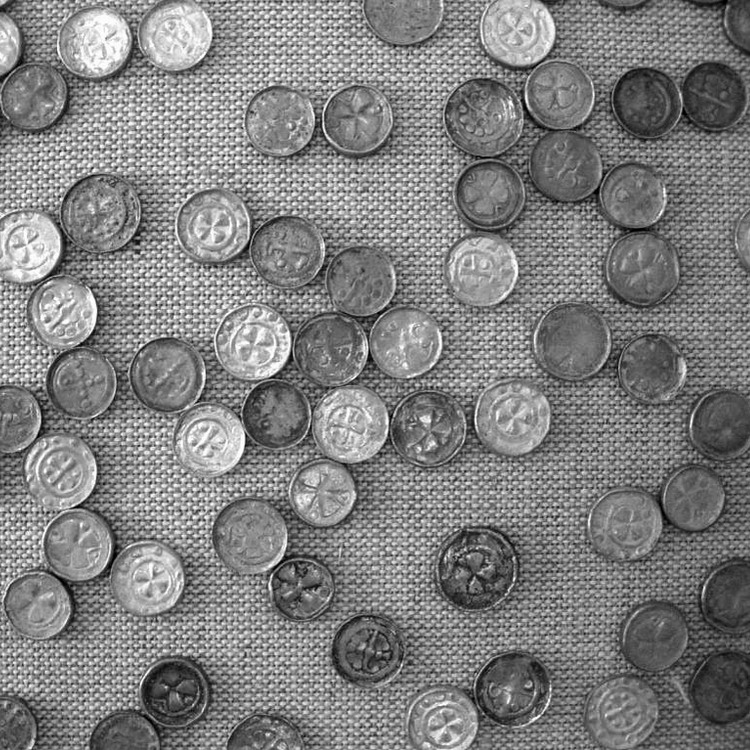
Skarb ze Słuszkowa, denary Sieciecha

## Sieciech w kulturze

### Legenda
Na podstawie dzieł Bartosza Paprockiego, Kasper Niesiecki przytacza legendę: 

Sieciech wojewoda Krakowski, do Morawy z wojskiem wysłany, dostawszy języka, że nieprzyjaciel blisko nocował, wojsko uszykowawszy jak do boju, ruszyć mu się kazał, przed nim szła straż pierwsza, ta napadłszy na zasadzkę, mocno się z sobą starli: gdzie między innymi, rycerz Godziemba nazwany, potężnie rażąc nieprzyjaciela, od broni odpadł; do bliskiego tedy lasu uchodził, ale że i tam za nim Morawczyk nacierał, spodziewając się, że bezbronnego snadno w łyka weźmie; Godziemba chybko skoczy z konia, sosenkę z korzeniem wyrwie, nią się adwersarzowi broni; obciął ci w prawdzie Morawczyk pierwszym zamachem dwie od niej gałęzie, atoli już lżejszą, bo obciętą sosną, gdy go Godziemba smagło uderzył, z konia zwaliwszy, pojmał, i do Sieciecha hetmana przyprowadził: a w nagrodę męstwa swego, tęż samą sosnę, tak jak była, za herb otrzymał: w roku 1094.

Innymi słowy, wojewoda krakowski o imieniu Sieciech, wkroczył na czele polskich wojsk na Morawy. Polski rycerz Godziemba stracił w walce broń. Jeden z nieprzyjaciół widząc Polaka bezbronnym skoczył, aby go pojmać. Godziemba nie tracąc ducha podjechał do pobliskiego lasu i wyrwawszy z ziemi młodą sosnę stanął do walki, po czym pokonał wroga i pojmał go w niewolę. W nagrodę za swój czyn otrzymał herb z wizerunkiem sosny. 

### Gry wideo
Jednym z grywalnych władców w serii gier Crusader Kings jest Sieciech Topór, wasal i dworzanin Władysława Hermana.

### Opracowania
- M.K. Barański, Dynastia Piastów w Polsce, Warszawa 2006, ISBN 83-01-14816-0.
- Roman Grodecki, Stanisław Zachorowski, Jan Dąbrowski, Dzieje Polski średniowiecznej, Jerzy Wyrozumski (oprac.), t. I, Kraków: Universitas, 1995, ISBN 83-7052-230-0, OCLC 749800787.
- Paweł Jasienica, Polska Piastów, Warszawa: Prószyński i S-ka, 2007, ISBN 978-83-7469-479-7, OCLC 169978949.
- Lidia Korczak, Władysław I Herman, [w:] Piastowie. Leksykon biograficzny, Kraków 1999, ISBN 83-08-02829-2.
- Gerard Labuda, Korona i infuła. Od monarchii do poliarchii, Kraków: Krajowa Agencja Wydawnicza, 1996, ISBN 83-03-03659-9, OCLC 233502954.
- Karol Maleczyński, Bolesław III Krzywousty, Wrocław – Warszawa – Kraków – Gdańsk 1975.
- A. Nawrot (red.), Encyklopedia Historia, Kraków 2007, ISBN 978-83-7327-782-3.
- J. Piekarczyk-Gałkowska, Słownik Historia, P. Czerwiński (red.), Kraków 2004, ISBN 83-7327-423-5.
- Z.S. Pietras, Bolesław Krzywousty, Cieszyn 1978.
- J. Powierski, Data konsekracji katedry gnieźnieńskiej (1 maja 1099) na tle sytuacji politycznej Polski, Rusi i krajów sąsiednich, „Roczniki historyczne”, 1994.
- Stanisław Szczur, Historia Polski – średniowiecze, Kraków: Wyd. Literackie, 2002, ISBN 83-08-03273-7, OCLC 830373090.
- Jerzy Wyrozumski, Historia Polski do roku 1505, Warszawa 1984, ISBN 83-01-03732-6.

### Ważniejsze opracowania online
- Janusz Kurtyka, Sieciech w Polskim Słowniku Biograficznym, [dostęp 2017-09-26].